# Zaroślak białoskrzydły
Zaroślak białoskrzydły (Atlapetes leucopterus) – gatunek małego ptaka z rodziny pasówek (Passerellidae). Występuje na niewielkim obszarze Peru i Ekwadoru. Jest uznawany za gatunek najmniejszej troski.

## Systematyka
Gatunek po raz pierwszy zgodnie z zasadami nazewnictwa binominalnego opisał William Jardine, nadając mu nazwę Arremon leucopterus. Opis ukazał się w 1856 roku w The Edinburgh new philosophical journal. Autor jako miejsce typowe wskazał Kordylierę Zachodnią w Ekwadorze. IOC wyróżnia 3 podgatunki:
- A. l. dresseri (Taczanowski, 1883) – zaroślak nadbrzeżny[4]
- A. l. leucopterus (Jardine, 1856) – zaroślak białoskrzydły[4]
- A. l. paynteri Fitzpatrick, 1980 – zaroślak jasnogłowy[4].

Na liście ptaków świata opracowywanej we współpracy autorów Handbook of the Birds of the World z BirdLife International A. l. paynteri uznawany jest za odrębny gatunek. Systematykę opartą na tej liście stosuje IUCN.

### Etymologia
- Atlapetes: połączenie słowa Atlas z gr. πετης petēs – „lotnik” πετομαι, petomai – „latać”[11].
- leucopterus: gr. λευκοπτερος leukopteros „białoskrzydły”, gr. λευκος „biały” gr. -πτερος „skrzydły”[12].

## Morfologia
Nieduży ptak z dosyć długim, grubym u nasady dziobem w kolorze czarnym. Tęczówki ciemne, brązowoczerwone. Nogi czarniawobrązowe. Podgatunek nominatywny ma charakterystyczny rdzawoczerwony wierzchołek głowy, wyraźnie ciemniejszy na szczycie głowy niż na karku. Pióra reszty głowy, oprócz dolnej części policzków i gardła, czarne lub czarniawe. Górne pokrywy skrzydeł szare z ciemnoczarnymi obrzeżami. Lotki szare z ciemniejszymi obrysami, na środku skrzydeł wyraźne białe lusterka. Ogon długi (około 60,5–70 mm), niestopniowany, wszystkie sterówki w kolorze szarym. Brzuch i dolna część ciała jasnoszare. Podgatunek A. l. dresseri ma czarne wąsy i białe obwódki wokół oczu. Podgatunek ten ma różne warianty ubarwienia, różniące się obszarem białych plam na twarzy. U niektórych populacji pokrywają one prawie całą twarz i przypominają w ubarwieniu zaroślaka białolicego. Obie płcie wyglądają tak samo. Długość ciała z ogonem 15,5–16,5 cm, masa ciała 19–26,5 g.

## Zasięg występowania
Zaroślak białoskrzydły jest spotykany tylko w niewielkim obszarze u podnóża i na stokach zachodnich Andów w Ekwadorze i północno-zachodnim Peru; podgatunek A. l. paynteri zamieszkuje wschodnie Andy w skrajnie południowo-wschodnim Ekwadorze i północnym Peru. Zazwyczaj występuje na wysokościach 1000–2500 m n.p.m., sporadycznie niżej do 700 m n.p.m. i wyżej do 2900 m n.p.m. Zasięg występowania zaroślaka białoskrzydłego w części pokrywa się z zasięgiem występowania zaroślaka białolicego (Atlapetes albiceps). Podgatunek A. leucopterus dresseri może być z nim mylony.

## Ekologia
Zaroślak białoskrzydły jest gatunkiem endemicznym. Jego głównym habitatem są suche lub umiarkowanie wilgotne zarośla i niskie lasy. Występuje także na bardziej suchych zakrzewionych zboczach wzgórz z rozproszonymi drzewami z rodzaju wełniak. Spotykany jest także w ogrodach, osadach i na brzegach wilgotnego lasu. Jest prawdopodobnie gatunkiem wszystkożernym, zjadającym nasiona, jagody oraz owady np. mrówki. Pokarm podejmuje prosto z ziemi lub bezpośrednio nad nią. Występuje zazwyczaj w parach lub niewielkich grupach, ale może być także spotykany w grupach 20–30 osobników, również z innymi gatunkami ptaków z rodzaju Atlapetes.

### Rozmnażanie
Brak szczegółowych informacji o rozmnażaniu, gniazdach i jajach. Młode ptaki były widziane w prowincji Loja (południowy Ekwador) w czerwcu, a w prowincji Pichincha (północno-zachodni Ekwador) w lutym i marcu.

## Status
Zaroślak białoskrzydły (w ujęciu systematycznym obejmującym podgatunek nominatywny i A. l. dresseri) wpisany jest do Czerwonej księgi gatunków zagrożonych IUCN jako gatunek najmniejszej troski. Zasięg występowania zaroślaka białoskrzydłego według szacunków organizacji BirdLife International obejmuje około 117 tys. km². Liczebność populacji nie jest oszacowana, jednak jest on uznawany za gatunek pospolity. Ze względu na brak dowodów na spadki liczebności bądź istotne zagrożenia dla gatunku, BirdLife International uznaje trend liczebności populacji za stabilny.
Od 2016 roku IUCN uznaje zaroślaka jasnogłowego (A. l. paynteri) za odrębny gatunek. Również zalicza go do kategorii najmniejszej troski, a trend liczebności populacji uznaje za stabilny. Liczebność populacji nie została oszacowana, ale opisywany jest jako gatunek rzadki, lokalnie pospolity. Zasięg jego występowania szacowany jest na 5400 km².